# Aletris alpestris
Aletris alpestris är en enhjärtbladig växtart som beskrevs av Friedrich Ludwig Diels. Aletris alpestris ingår i släktet Aletris och familjen myrliljeväxter. Inga underarter finns listade i Catalogue of Life.